# Puchar Polski w piłce nożnej (2011/2012)
Puchar Polski w piłce nożnej mężczyzn 2011/2012 – 58. edycja rozgrywek mających na celu wyłonienie zdobywcy Pucharu Polski, który uzyskał tym samym prawo gry w kwalifikacjach Ligi Europy UEFA sezonu 2012/2013. Po raz 15. trofeum wywalczyła Legia Warszawa. Finałowy mecz został rozegrany na Stadionie Miejskim w Kielcach. 
Rozgrywki szczebla centralnego składały się z 8 części:
- meczów rundy przedwstępnej z udziałem 36 zespołów występujących w II lidze sezonu 2010/2011 oraz 16 zdobywców Pucharu Polski na szczeblu regionalnym,
- meczów rundy wstępnej z udziałem zwycięzców poprzedniej rundy,
- meczów I rundy z udziałem zwycięzców poprzedniej rundy oraz 18 zespołów występujących w I lidze sezonu 2010/2011,
- meczów 1/16 finału z udziałem zwycięzców poprzedniej rundy oraz 16 zespołów występujących w Ekstraklasie sezonu 2010/2011,
- meczów 1/8 finału,
- dwumeczów 1/4 finału,
- dwumeczów 1/2 finału,
- meczu finałowego.

## Uczestnicy
Udział w rozgrywkach Pucharu Polski na szczeblu centralnym i regionalnym miały obowiązek wziąć drużyny występujące na sześciu najwyższych poziomach ligowych (od Ekstraklasy do klasy okręgowej), zaś zespoły klasy A mogły ubiegać się o zwolnienie ze startu w turnieju w wojewódzkich związkach piłki nożnej. Pozostałe drużyny mogły zgłosić się do Pucharu Polski na zasadzie dobrowolności.
W rozgrywkach szczebla centralnego brało udział 79 drużyn (5 zespołów wycofało się z turnieju przed rozpoczęciem gry: GLKS Nadarzyn, Ilanka Rzepin, Ruch Wysokie Mazowieckie, Polonia Nowy Tomyśl i KSZO Ostrowiec Świętokrzyski, 2 drużyny przestały istnieć: Odra Wodzisław Śląski i GKP Gorzów Wielkopolski) – uczestnicy rozgrywek ligowych szczebla centralnego sezonu 2010/2011 oraz zwycięzcy pucharów wojewódzkich związków piłki nożnej 2010/2011.
| Ekstraklasa 2010/2011 16 drużyn | I liga 2010/2011 15 drużyn | II liga 2010/2011 33 drużyny | II liga 2010/2011 33 drużyny | 15 zdobywców pucharów wojewódzkich |
| - Wisła Kraków - Śląsk Wrocław - Legia Warszawa - Jagiellonia Białystok - Lech Poznań - Górnik Zabrze - Polonia Warszawa - Lechia Gdańsk - Widzew Łódź - GKS Bełchatów - Zagłębie Lubin - Ruch Chorzów - Korona Kielce - Cracovia - Arka Gdynia - Polonia Bytom | - ŁKS Łódź - Podbeskidzie Bielsko-Biała - Flota Świnoujście - Sandecja Nowy Sącz - Piast Gliwice - Pogoń Szczecin - Warta Poznań - GKS Bogdanka - Ruch Radzionków - KS Polkowice - GKS Katowice - Kolejarz Stróże - Dolcan Ząbki - Termalica Bruk-Bet Nieciecza - MKS Kluczbork - KSZO Ostrowiec Świętokrzyski - Odra Wodzisław Śląski - GKP Gorzów Wielkopolski | - Olimpia Elbląg - Wisła Płock - Świt Nowy Dwór Mazowiecki - Okocimski KS Brzesko - OKS 1945 Olsztyn - Znicz Pruszków - Stal Stalowa Wola - Stal Rzeszów - Jeziorak Iława - Resovia - Sokół Sokółka - Wigry Suwałki - Pelikan Łowicz - GLKS Nadarzyn - Ruch Wysokie Mazowieckie - Motor Lublin - Puszcza Niepołomice - Start Otwock | - Olimpia Grudziądz - Zawisza Bydgoszcz - GKS Tychy - Miedź Legnica - Zagłębie Sosnowiec - Ruch Zdzieszowice - Bałtyk Gdynia - Chojniczanka Chojnice - Nielba Wągrowiec - Górnik Wałbrzych - Elana Toruń - Czarni Żagań - Jarota Jarocin - Raków Częstochowa - Tur Turek - Lechia Zielona Góra - Polonia Nowy Tomyśl - Polonia Słubice | - Chrobry Głogów (dolnośląskie) - Lech Rypin (kujawsko-pomorskie) - Podlasie II Biała Podlaska (lubelskie) - Ilanka Rzepin (lubuskie) - Włókniarz Zelów (łódzkie) - Limanovia Limanowa (małopolskie) - Mazur Karczew (mazowieckie) - Start Namysłów (opolskie) - LZS Turbia (podkarpackie) - ŁKS 1926 Łomża (podlaskie) - Gryf Wejherowo (pomorskie) - Rozwój II Katowice (śląskie) - Alit Ożarów (świętokrzyskie) - Huragan Morąg (warmińsko-mazurskie) - Sokół Kleczew (wielkopolskie) - Bałtyk Koszalin (zachodniopomorskie) |

## Zasady losowania
- runda przedwstępna: utworzono 26 par, w których po jednym meczu rozegrało 16 zwycięzców pucharów na szczeblu regionalnym oraz 36 drużyn II ligi 2010/2011; gospodarzami były drużyny grające w niższej klasie rozgrywkowej w dniu losowania (w przypadku, gdy w jednej parze rywalizowały drużyny z jednego szczebla ligowego, o miejscu rozegrania meczu decydowało dodatkowe losowanie);
- runda wstępna: w 12 parach rywalizowało 24 zwycięzców rundy przedwstępnej, zaś 2 kolejne drużyny otrzymały wolny los; gospodarzami jedynego meczu były drużyny grające w niższej klasie rozgrywkowej w dniu losowania (w przypadku, gdy w jednej parze rywalizowały drużyny z jednego szczebla ligowego, o miejscu rozegrania meczu decydowało losowanie);
- I runda: w 14 parach rywalizowali ze sobą zwycięzcy rundy wstępnej i 14 drużyn I ligi 2010/2011, w 2 kolejnych parach – dalsze 4 drużyny z I ligi 2010/2011; gospodarzami jedynego meczu byli zwycięzcy rundy wstępnej (w przypadku par, w których rywalizują wyłącznie drużyny z I ligi 2010/2011, o miejscu rozegrania meczu decydowało losowanie);
- 1/16 finału: w 16 parach rywalizowali ze sobą zwycięzcy I rundy i 16 drużyn Ekstraklasy 2010/2011; gospodarzami jedynego meczu byli zwycięzcy I rundy;
- 1/8 finału: w 8 parach rywalizowali ze sobą zwycięzcy 1/16 finału; gospodarzami jedynego meczu były drużyny grające w niższej klasie rozgrywkowej w dniu losowania;
- ćwierćfinał i półfinał: rundy przeprowadzano w dwumeczach; gospodarzy pierwszego spotkania wyłoniło losowanie;
- finał: mecz rozgrywany na boisku neutralnym; gospodarza wyłoniło losowanie.

## Terminarz
| Runda              | Data losowania    | Data pierwszego meczu                 | Data drugiego meczu | Uwagi                                                                         |
| ------------------ | ----------------- | ------------------------------------- | ------------------- | ----------------------------------------------------------------------------- |
| Runda przedwstępna | 28 czerwca 2011   | 19/20 lipca 2011                      | nie rozgrywano      | Udział rozpoczęli zwycięzcy pucharów regionalnych i drużyny II ligi 2010/2011 |
| Runda wstępna      | 28 czerwca 2011   | 2/3 sierpnia 2011                     | nie rozgrywano      |                                                                               |
| I runda            | 4 sierpnia 2011   | 16/17 sierpnia 2011                   | nie rozgrywano      | Udział rozpoczęły drużyny I ligi 2010/2011                                    |
| 1/16 finału        | 24 sierpnia 2011  | 20/21/22 i 27/28/29 września 2011     | nie rozgrywano      | Udział rozpoczęły drużyny Ekstraklasy 2010/2011                               |
| 1/8 finału         | 30 września 2011  | 18/19/20 i 25/26/27 października 2011 | nie rozgrywano      |                                                                               |
| Ćwierćfinał        | 21 listopada 2011 | 13/14 marca 2012                      | 20/21 marca 2012    |                                                                               |
| Półfinał           | 25 marca 2012     | 3/4 kwietnia 2012                     | 10/11 kwietnia 2012 |                                                                               |
| Finał              | nie odbywało się  | 24 kwietnia 2012                      | nie rozgrywano      | Mecz na Stadionie Miejskim w Kielcach                                         |

## Runda przedwstępna
| Drużyna 1                  | Wynik             | Drużyna 2                 |
| -------------------------- | ----------------- | ------------------------- |
| 19 lipca 2011              |                   |                           |
| Stal Rzeszów               | 0:1 pd.           | Okocimski KS Brzesko      |
| 20 lipca 2011              |                   |                           |
| Gryf Wejherowo             | 1:0               | Olimpia Grudziądz         |
| Bałtyk Koszalin            | 0:2               | Zawisza Bydgoszcz         |
| Huragan Morąg              | 3:3 pd. karne 5:3 | Bałtyk Gdynia             |
| ŁKS 1926 Łomża             | 2:3               | OKS 1945 Olsztyn          |
| Lech Rypin                 | 1:0               | Jeziorak Iława            |
| Sokół Kleczew              | 9:3               | Polonia Słubice           |
| Ilanka Rzepin              | 0:3 wo.1          | Jarota Jarocin            |
| Włókniarz Zelów            | 2:3               | Świt Nowy Dwór Mazowiecki |
| Mazur Karczew              | 0:2 pd.           | Wigry Suwałki             |
| Podlasie II Biała Podlaska | 2:3               | Sokół Sokółka             |
| Alit Ożarów                | 1:7               | Wisła Płock               |
| Chrobry Głogów             | 3:0 wo.2          | Czarni Żagań              |
| Start Namysłów             | 0:3               | Miedź Legnica             |
| Rozwój II Katowice         | 5:2 pd.           | Górnik Wałbrzych          |
| Limanovia Limanowa         | 2:0               | Raków Częstochowa         |
| LZS Turbia                 | 1:0 pd.           | Motor Lublin              |
| Chojniczanka Chojnice      | 2:3               | Ruch Zdzieszowice         |
| Ruch Wysokie Mazowieckie   | 0:3 wo.3          | Olimpia Elbląg            |
| Pelikan Łowicz             | 2:0               | Zagłębie Sosnowiec        |
| Polonia Nowy Tomyśl        | 0:3 wo.4          | GKS Tychy                 |
| Tur Turek                  | 1:2               | Elana Toruń               |
| Resovia                    | 3:0 wo.5          | GLKS Nadarzyn             |
| Lechia Zielona Góra        | 0:1               | Nielba Wągrowiec          |
| Start Otwock               | 2:3               | Znicz Pruszków            |
| Puszcza Niepołomice        | 1:1 pd. karne 5:3 | Stal Stalowa Wola         |

Objaśnienia:
1. Ilanka Rzepin wycofała się z turnieju[3].
2. W drużynie gości wystąpili nieuprawnieni do gry zawodnicy (na boisku było 2:1)[4].
3. Ruch Wysokie Mazowieckie wycofał się z turnieju[5].
4. Polonia Nowy Tomyśl wycofała się z turnieju[6].
5. GLKS Nadarzyn wycofał się z turnieju[7].

## Runda wstępna
Spotkanie Gryf Wejherowo – Zawisza Bydgoszcz zostało przełożone na 10 sierpnia 2011 z powodu braku zgody Komendanta Wojewódzkiego Policji oraz Urzędu Miasta Wejherowo na rozegranie meczu (pierwotnie miało odbyć się 3 sierpnia 2011). Resovia podejmowała swoich rywali w Boguchwale (Izo Arena), zaś GKS Tychy – w Jaworznie (Stadion Miejski).
| Drużyna 1                 | Wynik             | Drużyna 2           |
| ------------------------- | ----------------- | ------------------- |
| Jarota Jarocin            | •                 | wolny los           |
| Ruch Zdzieszowice         | •                 | wolny los           |
| 2 sierpnia 2011           |                   |                     |
| Sokół Kleczew             | 3:2               | Lech Rypin          |
| GKS Tychy                 | 1:3               | Elana Toruń         |
| Znicz Pruszków            | 0:1               | Puszcza Niepołomice |
| 3 sierpnia 2011           |                   |                     |
| Huragan Morąg             | 0:1               | OKS 1945 Olsztyn    |
| Świt Nowy Dwór Mazowiecki | 0:2               | Olimpia Elbląg      |
| Sokół Sokółka             | 1:0               | Wigry Suwałki       |
| Resovia                   | 5:3               | Wisła Płock         |
| Chrobry Głogów            | 3:2 pd.           | Miedź Legnica       |
| LZS Turbia                | 0:4               | Limanovia Limanowa  |
| Okocimski KS Brzesko      | 1:0               | Pelikan Łowicz      |
| Rozwój II Katowice        | 1:0               | Nielba Wągrowiec    |
| 10 sierpnia 2011          |                   |                     |
| Gryf Wejherowo            | 3:3 pd. karne 4:3 | Zawisza Bydgoszcz   |

## I runda
Resovia podejmowała swoich rywali w Boguchwale (Izo Arena), zaś Piast Gliwice – na stadionie Carbo Gliwice (dzielnica Ostropa).
| Drużyna 1                    | Wynik             | Drużyna 2                    |
| ---------------------------- | ----------------- | ---------------------------- |
| Chrobry Głogów               | 3:0 wo.1          | Odra Wodzisław Śląski        |
| Limanovia Limanowa           | 3:0 wo.1          | GKP Gorzów Wielkopolski      |
| 16 sierpnia 2011             |                   |                              |
| Elana Toruń                  | 1:3 pd.           | Flota Świnoujście            |
| Okocimski KS Brzesko         | 2:2 pd. karne 4:2 | KS Polkowice                 |
| Puszcza Niepołomice          | 0:0 pd. karne 4:2 | GKS Katowice                 |
| Ruch Zdzieszowice            | 2:0               | Kolejarz Stróże              |
| 17 sierpnia 2011             |                   |                              |
| Rozwój II Katowice           | 3:0 wo.2          | KSZO Ostrowiec Świętokrzyski |
| Sokół Kleczew                | 0:2               | MKS Kluczbork                |
| Olimpia Elbląg               | 1:1 pd. karne 4:3 | Warta Poznań                 |
| Sokół Sokółka                | 2:3 pd.           | Ruch Radzionków              |
| OKS 1945 Olsztyn             | 1:0 pd.           | Pogoń Szczecin               |
| Gryf Wejherowo               | 1:0               | Sandecja Nowy Sącz           |
| Jarota Jarocin               | 0:1 pd.           | Dolcan Ząbki                 |
| Termalica Bruk-Bet Nieciecza | 0:2               | ŁKS Łódź                     |
| Piast Gliwice                | 5:2 pd.           | GKS Bogdanka                 |
| 23 sierpnia 2011             |                   |                              |
| Resovia                      | 1:3               | Podbeskidzie Bielsko-Biała   |

Objaśnienia:
1. Drużyny Odry Wodzisław Śląski i GKP Gorzów Wielkopolski zostały rozwiązane po zakończeniu sezonu 2010/2011.
2. KSZO Ostrowiec Świętokrzyski wycofał się z turnieju[9].

## 1/16 finału
Piast Gliwice podejmował swoich rywali na stadionie Carbo Gliwice (dzielnica Ostropa), zaś mecz ŁKS – Ruch Chorzów odbył się na stadionie gości.
| Drużyna 1                  | Wynik             | Drużyna 2             |
| -------------------------- | ----------------- | --------------------- |
| 20 września 2011           |                   |                       |
| Dolcan Ząbki               | 0:1               | Górnik Zabrze         |
| Chrobry Głogów             | 0:3               | Lech Poznań           |
| Limanovia Limanowa         | 1:0               | Lechia Gdańsk         |
| 21 września 2011           |                   |                       |
| ŁKS Łódź                   | 0:1 pd.           | Ruch Chorzów          |
| Gryf Wejherowo             | 1:0               | Korona Kielce         |
| Piast Gliwice              | 0:3 wo.1          | Cracovia              |
| Ruch Radzionków            | 0:4               | Polonia Warszawa      |
| Rozwój II Katowice         | 1:4               | Legia Warszawa        |
| Ruch Zdzieszowice          | 3:1               | Jagiellonia Białystok |
| Olimpia Elbląg             | 0:0 pd. karne 1:3 | Arka Gdynia           |
| MKS Kluczbork              | 3:2               | Zagłębie Lubin        |
| 22 września 2011           |                   |                       |
| Flota Świnoujście          | 2:4               | Wisła Kraków          |
| 27 września 2011           |                   |                       |
| Okocimski KS Brzesko       | 1:3               | Śląsk Wrocław         |
| Podbeskidzie Bielsko-Biała | 3:0               | GKS Bełchatów         |
| 28 września 2011           |                   |                       |
| Puszcza Niepołomice        | 1:1 pd. karne 4:5 | Polonia Bytom         |
| OKS 1945 Olsztyn           | 0:1               | Widzew Łódź           |

Objaśnienia:
1. Mecz został przerwany w 90. minucie przy stanie 0:1 – sędzia asystent został ogłuszony wybuchem petardy rzuconej przez kibiców Piasta[10].

## 1/8 finału
| Drużyna 1                  | Wynik    | Drużyna 2        |
| -------------------------- | -------- | ---------------- |
| Legia Warszawa             | 3:0      | Widzew Łódź      |
| Podbeskidzie Bielsko-Biała | 0:1      | Śląsk Wrocław    |
| Ruch Zdzieszowice          | 1:0      | MKS Kluczbork    |
| Polonia Bytom              | 1:3 pd.  | Lech Poznań      |
| Arka Gdynia                | 3:1      | Polonia Warszawa |
| Ruch Chorzów               | 2:1 pd.  | Cracovia         |
| Gryf Wejherowo             | 1:0      | Górnik Zabrze    |
| Limanovia Limanowa         | 0:3 wo.1 | Wisła Kraków     |

Objaśnienia:
1. Walkower – w drużynie gospodarzy wystąpił nieuprawniony zawodnik, Dawid Basta[11].

| 26 października 2011 | Legia Warszawa                         | 3:0   | Widzew Łódź |                                                                         |
| 18:30 CEST           | Wawrzyniak 45' · Manú 55' · Wolski 62' | (1:0) |             | Pepsi Arena, Warszawa Widzów: 11 436 Sędzia: Sebastian Jarzębak (Bytom) |

| 18 października 2011 | Podbeskidzie Bielsko-Biała | 0:1   | Śląsk Wrocław |                                                                            |
| 18:45 CEST           |                            | (0:0) | 52' Voskamp   | Stadion Miejski, Bielsko-Biała Widzów: 2 500 Sędzia: Marcin Szrek (Kielce) |

| 19 października 2011 | Ruch Zdzieszowice | 1:0   | MKS Kluczbork |                                                                                     |
| 15:00 CEST           | Kasprzyk 85'      | (0:0) |               | Stadion Miejski, Zdzieszowice Widzów: 1 100 Sędzia: Michał Mularczyk (Skierniewice) |

| 25 października 2011 | Polonia Bytom | 1:3 (pd.) | Lech Poznań                             |                                                                                       |
| 19:30 CEST           | Paulista 15'  | (1:0)     | 56' Wojtkowiak · 101' (k), 109' Rudniew | Stadion im. Edwarda Szymkowiaka, Bytom Widzów: 1 780 Sędzia: Marcin Borski (Warszawa) |

| 19 października 2011 | Arka Gdynia                                        | 3:1   | Polonia Warszawa |                                                                     |
| 18:30 CEST           | Mazurkiewicz 18' · Jarzębowski 29' · Iwanowski 72' | (2:0) | 48' Todorowski   | Stadion GOSiR, Gdynia Widzów: 3 900 Sędzia: Jacek Małyszek (Lublin) |

| 9 listopada 2011 | Ruch Chorzów                | 2:1 (pd.) | Cracovia      |                                                                 |
| 18:30 CEST       | Burliga 48' · Zieńczuk 120' | (0:0)     | 57' Višņakovs | Stadion Ruchu, Chorzów Widzów: 4 000 Sędzia: Paweł Pskit (Łódź) |

| 18 października 2011 | Gryf Wejherowo   | 1:0   | Górnik Zabrze |                                                                           |
| 14:00 CEST           | Toporkiewicz 46' | (0:0) |               | Stadion Gryfa, Wejherowo Widzów: 1 500 Sędzia: Piotr Siedlecki (Warszawa) |

| 26 października 2011 | Limanovia Limanowa | 0:3 (wo.) | Wisła Kraków   |                                                                                          |
| 13:30 CEST           | Skiba 43'          |           | 14', 50' Lamey | Stadion im. Romana Szumilasa, Limanowa Widzów: 2 900 Sędzia: Paweł Raczkowski (Warszawa) |

1. ↑  Wynik na boisku 1:2

## Ćwierćfinał
| Drużyna 1                            | Wynik dwumeczu | Drużyna 2      | Pierwszy mecz | Drugi mecz |
| ------------------------------------ | -------------- | -------------- | ------------- | ---------- |
| Gryf Wejherowo                       | 1:4            | Legia Warszawa | 0:3           | 1:1        |
| Lech Poznań                          | 0:2            | Wisła Kraków   | 0:1           | 0:1        |
| Ruch Zdzieszowice                    | 2:6            | Ruch Chorzów   | 1:4           | 1:2        |
| Arka Gdynia                          | 3:3 (b. wyj.)  | Śląsk Wrocław  | 2:0           | 1:3        |
| Po lewej gospodarz pierwszego meczu. |                |                |               |            |

### Pierwsze mecze
| 13 marca 2012 15:00 CET | Gryf Wejherowo | 0:3(0:3) | Legia Warszawa · 38', 44' Żyro · 40' Blanco | Stadion Gryfa, Wejherowo Widzów: 1 000 Sędzia: Adam Lyczmański (Bydgoszcz) |
|                         |                |          |                                             |                                                                            |

| 13 marca 2012 18:30 CET | Lech Poznań | 0:1(0:0) | Wisła Kraków · 70' Bunoza | Stadion Miejski, Poznań Widzów: 16 839 Sędzia: Marcin Borski (Warszawa) |
|                         |             |          |                           |                                                                         |

| 14 marca 2012 15:00 CET | Ruch Zdzieszowice · Buchała 10' | 1:4(1:0) | Ruch Chorzów · 74' Malinowski · 78' Grodzicki · 87' (k), 90' Janoszka | Stadion Miejski, Zdzieszowice Widzów: 1 100 Sędzia: Tomasz Wajda (Żywiec) |
|                         |                                 |          |                                                                       |                                                                           |

| 14 marca 2012 18:30 CET | Arka Gdynia · Kuklis 54' · Tomasik 80' | 2:0(0:0) | Śląsk Wrocław | Stadion GOSiR, Gdynia Widzów: 4 700 Sędzia: Paweł Pskit (Łódź) |
|                         |                                        |          |               |                                                                |

### Rewanże
| 20 marca 2012 20:30 CET | Legia Warszawa · Żyro 90' | 1:1(0:0) | Gryf Wejherowo · 64' Kotwica | Pepsi Arena, Warszawa Widzów: 12 345 Sędzia: Krzysztof Jakubik (Siedlce) |
|                         |                           |          |                              |                                                                          |

| 20 marca 2012 18:30 CET | Wisła Kraków · Genkov 25' | 1:0(1:0) | Lech Poznań | Stadion Miejski, Kraków Widzów: 15 137 Sędzia: Daniel Stefański (Bydgoszcz) |
|                         |                           |          |             |                                                                             |

| 21 marca 2012 20:30 CET | Ruch Chorzów · Niedzielan 23', 27' | 2:1(2:1) | Ruch Zdzieszowice · 45' Rychlewicz | Stadion Ruchu, Chorzów Widzów: 4 100 Sędzia: Piotr Wasielewski (Kalisz) |
|                         |                                    |          |                                    |                                                                         |

| 21 marca 2012 18:30 CET | Śląsk Wrocław · Mila 15', 90' · Díaz 25' | 3:1(2:1) | Arka Gdynia · 14' Jarzębowski | Stadion Miejski, Wrocław Widzów: 19 994 Sędzia: Marcin Borski (Warszawa) |
|                         |                                          |          |                               |                                                                          |

## Półfinał
| Drużyna 1                            | Wynik dwumeczu    | Drużyna 2      | Pierwszy mecz | Drugi mecz |
| ------------------------------------ | ----------------- | -------------- | ------------- | ---------- |
| Ruch Chorzów                         | 4:4 pd. karne 6:5 | Wisła Kraków   | 3:1           | 1:3        |
| Arka Gdynia                          | 2:4               | Legia Warszawa | 1:2           | 1:2        |
| Po lewej gospodarz pierwszego meczu. |                   |                |               |            |

### Pierwsze mecze
| 3 kwietnia 2012 18:30 CEST | Ruch Chorzów · Piech 39' · Szyndrowski 68' · Abbott 75' (k) | 3:1(1:0) | Wisła Kraków · 49' Genkow | Stadion Ruchu, Chorzów Widzów: 6 000 Sędzia: Paweł Gil (Lublin) |
|                            |                                                             |          |                           |                                                                 |

| 4 kwietnia 2012 18:30 CEST | Arka Gdynia · Mazurkiewicz 12' | 1:2(1:1) | Legia Warszawa · 33' (k) Blanco · 74' Ljuboja | Stadion GOSiR, Gdynia Widzów: 6 950 Sędzia: Paweł Pskit (Łódź) |
|                            |                                |          |                                               |                                                                |

### Rewanże
| 10 kwietnia 2012 20:30 CEST                                         | Wisła Kraków · Genkow 22' (k), 90' · Melikson 49' | 3:1 pd. k. 5:6(1:0, 3:1, 3:1)                                           | Ruch Chorzów · 69' (k) Abbott | Stadion Miejski, Kraków Widzów: 6 614 Sędzia: Marcin Borski (Warszawa) |
|                                                                     |                                                   |                                                                         |                               |                                                                        |
|                                                                     |                                                   | Rzuty karne                                                             |                               |                                                                        |
| Biton · Garguła · Małecki · Melikson · Genkow · Júnior Díaz · Núñez |                                                   | Malinowski · Josl · Szyndrowski · Stawarczyk · Abbott · Piech · Lewczuk |                               |                                                                        |

| 11 kwietnia 2012 18:30 CEST | Legia Warszawa · Novo 23' · Gol 89' | 2:1(1:0) | Arka Gdynia · 51' Kuklis | Pepsi Arena, Warszawa Widzów: 14 221 Sędzia: Paweł Gil (Lublin) |
|                             |                                     |          |                          |                                                                 |

## Finał
| 24 kwietnia 2012 18:00 CEST | Legia Warszawa · Ljuboja 8' · Radović 41' · Żyro 56' | 3:02:0Raport | Ruch Chorzów | Stadion Miejski, Kielce Widzów: 10 000 Sędzia: Hubert Siejewicz (Białystok) |
|                             |                                                      |              |              |                                                                             |

| Puchar Polski w piłce nożnej 2011/2012 Zwycięzcy |
| ------------------------------------------------ |
| Legia Warszawa 15. Tytuł                         |